# Dekanat Ołpiny
Dekanat Ołpiny (ołpiński) – dekanat należący do diecezji tarnowskiej. Został utworzony przez Biskupa Tarnowskiego w 1992 roku w związku z reorganizacją terytorialną kościoła. 
Funkcję dziekana w dekanacie pełni ks. Stanisław Świątek – proboszcz parafii w Szerzynach, a wicedziekanem jest ks. Dariusz Nawalaniec – proboszcz parafii w Olszynach. 

## Parafie dekanatu
W skład dekanatu wchodzą parafie:
- Parafia św. Marcina i Matki Bożej Pocieszenia w Czermnej
- Parafia św. Michała Archanioła w Jodłówce Tuchowskiej
- Parafia Podwyższenia Krzyża Świętego w Olszynach
- Parafia Najświętszej Maryi Panny Wniebowziętej w Ołpinach
- Parafia Najświętszej Maryi Panny Królowej Polski w Rzepienniku Suchym
- Parafia Najświętszej Maryi Panny Królowej Polski w Swoszowej
- Parafia Matki Bożej Różańcowej w Szerzynach
- Parafia św. Małgorzaty w Żurowej